# Рівер-Гіллс (Вісконсин)
Рівер-Гіллс (англ. River Hills) — селище (англ. village) в США, в окрузі Мілвокі штату Вісконсин. Населення — 1602 особи (2020).

## Географія
Рівер-Гіллс розташований за координатами 43°10′25″ пн. ш. 87°56′2″ зх. д. / 43.17361° пн. ш. 87.93389° зх. д. (43.173480, -87.933849).  За даними Бюро перепису населення США в 2010 році селище мало площу 13,75 км², з яких 13,29 км² — суходіл та 0,46 км² — водойми.

## Демографія
Згідно з переписом 2010 року, у селищі мешкало 1597 осіб у 595 домогосподарствах у складі 492 родин. Густота населення становила 116 осіб/км².  Було 647 помешкань (47/км²).
Расовий склад населення:
| - 82,3 % — білих - 7,5 % — азіатів - 6,3 % — чорних або афроамериканців - 0,3 % — корінних американців - 1,0 % — осіб інших рас |

До двох чи більше рас належало 2,7 %. Частка іспаномовних становила 4,1 % від усіх жителів.
За віковим діапазоном населення розподілялося таким чином: 24,0 % — особи молодші 18 років, 56,9 % — особи у віці 18—64 років, 19,1 % — особи у віці 65 років та старші. Медіана віку мешканця становила 49,5 року. На 100 осіб жіночої статі у селищі припадало 95,0 чоловіків;  на 100 жінок у віці від 18 років та старших — 96,0 чоловіків також старших 18 років.
Середній дохід на одне домашнє господарство  становив 281 919 доларів США (медіана — 156 250), а середній дохід на одну сім'ю — 307 748 доларів (медіана — 176 250). Медіана доходів становила 107 917 доларів для чоловіків та 81 071 долар для жінок. За межею бідності перебувало 1,6 % осіб, у тому числі 2,4 % дітей у віці до 18 років та 0,0 % осіб у віці 65 років та старших.
Цивільне працевлаштоване населення становило 714 осіб. Основні галузі зайнятості: освіта, охорона здоров'я та соціальна допомога — 29,3 %, фінанси, страхування та нерухомість — 13,6 %, роздрібна торгівля — 11,5 %, науковці, спеціалісти, менеджери — 11,1 %.